# أندي سايتس
أندي سايتس (بالإنجليزية: Andy Seitz) هو متزلج فني أمريكي، ولد في 13 ديسمبر 1985 في دافنبورت في الولايات المتحدة.

## وصلات خارجية
- أندي سايتس على موقع الاتحاد الدولي للتزلج (الإنجليزية)
- أندي سايتس على موقع الاتحاد الدولي للتزلج (الإنجليزية)